# Palnatoki
Vous pouvez aider à l'améliorer ou bien discuter des problèmes sur sa page de discussion.
- Il ne cite pas suffisamment ses sources. Vous pouvez indiquer les passages à sourcer avec {{référence nécessaire}} ou {{Référence souhaitée}}, et inclure les références utiles en les liant aux notes de bas de page. (Marqué depuis avril 2024)
- Certaines informations devraient être mieux reliées aux sources mentionnées dans la bibliographie ou les liens externes. Améliorez sa vérifiabilité en les associant par des références. (Marqué depuis avril 2024)

- Archive Wikiwix
- Bing
- Cairn
- DuckDuckGo
- E. Universalis
- Gallica
- Google
- G. Books
- G. News
- G. Scholar
- Persée
- Qwant
- (zh) Baidu
- (ru) Yandex
- (wd) trouver des œuvres sur Wikidata

Palnatoke (ou Palnatóki) est un héros danois légendaire et un chef de l'île de Fionie. Son nom est cité dans la Jómsvíkinga saga du début du XIIIe siècle.
Il éleva le fils d'Harald à la dent bleue, Sven à la barbe fourchue, et était un farouche protecteur de l'ancienne foi païenne. Il convainquit Sven d'entrer en guerre contre son propre père, qui avait imposé le christianisme au Danemark, et Palnatoke tua Harald. L'opposition de Palnatoke à Harald était peut-être également due au fait que Palnatoke était le petit-fils du comte goth Jarl Ottar (en) qui avait été tué lors de l'invasion du Götaland par Harald.
Palnatoke fonda également les règles des Jomsvikings.
Saxo Grammaticus raconte la querelle de Palnatoke avec le roi et comment Palnatoke dut tirer sur une pomme qui se trouvait sur la tête de son fils, lui-même en train de skier en bas une colline. Cette histoire apparaît dans d'autres nations germaniques, comme dans la Þiðrekssaga, dans la légende de Guillaume Tell en Suisse, ou en Angleterre et au Holstein.

## Sources
- (en) Cet article est partiellement ou en totalité issu de l’article de Wikipédia en anglais intitulé « Palnatoke » (voir la liste des auteurs).

- Notices dans des dictionnaires ou encyclopédies généralistes :   - Den Store Danske Encyklopædi
  - Store norske leksikon